# Ечер
Ечер (на унгарски: Ecser) е село в област Пещ, Унгария в близост до Будапеща и Летище Будапеща - Ферихед. Ечер е с население от 3846 жители и площ от 13,10 км². Пощенският код му е 2233, а телефонният 29. В селото живее и словашко малцинство.